# Renmyrtjärnen (Malå socken, Lappland)
Renmyrtjärnen är en sjö i Malå kommun i Lappland och ingår i Skellefteälvens huvudavrinningsområde. Sjön har en area på 0,0516 kvadratkilometer och ligger 520,3 meter över havet.

## Delavrinningsområde
Renmyrtjärnen ingår i det delavrinningsområde (726230-162895) som SMHI kallar för Utloppet av Ledvattnet. Medelhöjden är 443 meter över havet och ytan är 180,54 kvadratkilometer. Räknas de 379 avrinningsområdena uppströms in blir den ackumulerade arean 6 806,89 kvadratkilometer. Avrinningsområdets utflöde Skellefteälven mynnar i havet. Avrinningsområdet består mestadels av skog (62 procent) och sankmarker (13 procent). Avrinningsområdet har 39,43 kvadratkilometer vattenytor vilket ger det en sjöprocent på 21,8 procent.